# Manuel Cabral de Melo y Alpoin
Manuel Cabral de Melo y Alpoin o bien Manuel Cabral de Alpoim (Vila do Porto de la isla de Santa María de las Azores, Portugal de la Monarquía Hispánica, e/ 1.º y 4 de enero de 1591-Buenos Aires, gobernación del Río de la Plata, e/21 de junio y 21 de septiembre de 1676) era un noble portugués y militar luso-español, además de conquistador, poblador, hacendado, empresario agroindustrial, comerciante y funcionario, y que fuera nombrado como teniente de gobernador de Corrientes en dos períodos, desde 1629 hasta 1633 y desde 1634 hasta 1636, además de ser nombrado como alcalde de Corrientes en el año 1656.

## Biografía hasta la sumisión guaraní de las misiones del río Uruguay

### Origen familiar y primeros años
Manuel Cabral de Melo y Alpoim había nacido entre los días 1.º y 4 de enero de 1591 en Vila do Porto de la isla de Santa María, una de las del archipiélago de las Azores que formaban parte de Portugal durante la unión dinástica con la Monarquía Hispánica, debido al fallecimiento sin descendientes de los reyes Sebastián I de Portugal y de su tío heredero Enrique I que había provocado la crisis de sucesión en 1580, por lo cual el reino fuera invadido por Felipe II de España que alegaba derechos dinásticos, ascendiendo de esta manera al trono portugués, y que fuera consolidado luego de la victoria española en la batalla de la Isla Terceira comandado por Álvaro de Bazán el 26 de julio de 1582. Sus progenitores que se habían casado en la isla de Santa María de las Azores, al ser de noble linaje poseían blasones familiares, por lo que eran fidalgos portugueses.
Su padre era Amador Vaz de Alpoim —o bien Amador Báez de Alpoin, como quedaría castellanizado—  (Vila do Porto de las Azores, ca. 1560 - Buenos Aires, 26 de mayo de 1617), un hijo de Estêvão de Alpoim y de su esposa Isabel Velho, y nieto paterno de Estêvão Roys de Alpoim y de Grimanesa Pires.
Margarita Cabral de Melo (Vila do Porto de las Azores, ca. 1570 - Corrientes, después de 1636) era la madre, una hija de Matías Nunes Cabral y Vaz de Sá Homem de Noronha (n. isla de Santa María de las Azores, ca. 1547) y de su esposa María Simões de Melo Coutinho (n. Azores, 1541 - f. 1631) y quienes se habían casado en las Azores hacia 1565. Esta última era una hija ilegítima de Domingos de Melo Coutinho e Carvalho (n. ca. 1511), cuyo padre fuera Diego de Melo Coutinho (Mêda, Portugal, ca. 1480 - f. Brasil, antes de 1504) —que era el único hermano fallecido joven de la condesa sucesora Guiomar Coutinho (n. ca. 1495 - Abrantes, Portugal, 1534) que aportó una importante dote para matrimoniarse en 1530 con el infante Fernando de Portugal y Aragón, duque de Guarda y de Trancoso, además de nieto materno de los Reyes Católicos— y su esposa Juana de Carvalho (n. ca. 1491) que era la madre, y por lo tanto María era una bisnieta de Francisco de Melo Coutinho (Mêda, Portugal, 1465 - f. 1532), IV conde de Marialva —el cual era un tío segundo, tanto por la vía materna como paterna, del primer donatario capixaba Vasco Fernandes Coutinho "el Viejo"— y de Beatriz de Meneses, II condesa de Loulé.
Por lo tanto, Manuel era un bisnieto materno por vía masculina de Catalina Vaz de Sá y Homem de Noroña y de su esposo Nuno Lourenço Velho Cabral —un sobrino tercero materno del marino fidalgo Pedro Álvares Cabral, descubridor del Brasil en 1500, y sobrino bisnieto de Gonçalo Velho Cabral, I capitán donatario de las islas Azores desde 1432 y uno de sus descubridores— además de ser tataranieto de Francisca Martins Homem de Noronha y Andrada Abreu Eça y de su cónyuge Leonardo Vaz de Sá y trastataranieto o chozno del fidalgo portugués Álvaro II Martins Homem da Câmara "el Nieto" (Angra do Heroísmo de la isla Terceira de las Azores, ca. 1489 - Praia da Vitória, 1535), III capitán donatario de Praia, quien se uniría en matrimonio en Lisboa con Beatriz de Noronha y Andrada Abreu Eça (n. islas Madeira, ca. 1499) y a quienes se les permitió casarse en la capilla del real Palacio de Ribeira el 19 de mayo de 1519, por ser descendiente de las regias dinastías de la Casa de Borgoña portuguesa e hispana, y de la sucesora Casa de Trastámara castellano-aragonesa.
Tenía una única tía materna llamada Inés Nunes Cabral de Melo (Vila do Porto de las Azores, ca. 1567 - Buenos Aires, después del 15 de junio de 1630) que se casó en Buenos Aires en 1587 con Gil González de Moura (n. isla Santa María de las Azores, ca. 1555 - f. 1630) y con quien tuvo seis hijos: Catalina, Salvador de Melo Cabral, María, Elena de Melo, Francisco y Juan de Melo Cabral y Moura.

### Viaje a la Sudamérica luso-española
Manuel con 5 años de edad se había trasladado a Río de Janeiro en 1596 con sus padres y sus tres hermanos pequeños llamados Matías Cabral de Melo, futuro presbítero y licenciado, Cristóbal Cabral de Melo y Alpoin, y la entonces bebita Isabel Cabral de Alpoim, y en dicha ciudad brasileño-fluminense nacieron los otros tres: Juan Cabral de Melo y Alpoin, el futuro general Amador Báez de Alpoin (Río de Janeiro, 1597 - Buenos Aires, 1652) que se uniría en matrimonio en Buenos Aires el 29 de abril de 1629 con Ana Romero de Santa Cruz —una hija de Francisco García Romero, alcalde de Buenos Aires y teniente de gobernador de Concepción del Bermejo, y de Mariana González de Santa Cruz que era una hermana del santo mártir jesuita Roque González de Santa Cruz, y a su vez, ambos eran hijos de Bartolomé González de Villaverde y de María de Santa Cruz— y el menor de todos, que se llamaba Antonio Vaz de Alpoim.
Gracias a la unión dinástica del reino portugués con la Monarquía Hispánica, Manuel y su familia conformada por sus padres, que eran poseedores de una gran fortuna, y por sus entonces seis hermanos, pasaron el 5 de enero de 1599 a la ciudad de Buenos Aires, capital de la tenencia de gobierno homónima de la gobernación de Nueva Andalucía del Río de la Plata que era a su vez una entidad autónoma del Virreinato del Perú, y en donde nacería, entre 1601 y 1602, la menor de sus hermanos, la única porteña de la familia llamada María Báez de Alpoin.
Siendo vecino de Buenos Aires, Manuel Cabral de Melo y Alpoim partió hacia Portugal en 1611 e hizo cartorio de brasões, y en donde le fue otorgado el escudo familiar con sus tres linajes por el rey de armas en Lisboa el 15 de febrero de 1612, el cual está descripto de la siguiente forma: Partido o mantelado, 1.º) en campo de azur con una luna de plata y bordura de gules, y por brisura, un triángulo abierto de oro, que es de la Casa de Alpoim. 2.º) Cortado, a) en campo de plata 2 cabras andantes de gules, una sobre la otra, que es de la Casa de Cabral. b) en campo de gules una doble cruz de oro, intercalada de 6 roeles de plata, bordura de oro, que es de la Casa de Melo.

### Formación militar y cargos de funcionario
Una vez instalados, la familia Cabral de Melo adquirió una estancia en el pago del río Luján que a partir de 1617 pasaría a ser administrado por Manuel que tenía unos 26 años de edad, luego del fallecimiento de su padre, incrementando aún más la fortuna familiar.
En el año 1621 Manuel Cabral de Alpoim era alférez de una compañía de caballos y además pasaría a ser alcalde de la hermandad. Hacia 1627 se radicó en la ciudad de Corrientes, capital de la tenencia de gobierno homónima que también formaba parte de la gobernación del Río de la Plata.

### Campaña a las misiones guaraníes del alto Uruguay

Ubicación de las misiones jesuíticas guaraníes en los actuales territorios de Argentina, Paraguay y Brasil.

Al enterarse del asesinato de los sacerdotes jesuitas Roque González de Santa Cruz, Alfonso Rodríguez Olmedo y Juan del Castillo —actualmente conocidos como los santos «mártires del Caaró»— Manuel Cabral ofreció sus servicios al Cabildo de Corrientes para organizar una expedición de castigo a los aborígenes culpables pero le fue denegado por la escasez de fuerzas militares necesarias para proteger a la urbe debido a la rebelión generalizada de la región del alto río Uruguay.
El gobierno de la ciudad autorizó a Cabral para formar una milicia de voluntarios conformada de siete españoles y unos doscientos aborígenes aliados, y así penetraron en la comarca de los insurrectos en las misiones jesuíticas guaraníes llegando hasta las cercanías de la reducción de Nuestra Señora de la Candelaria en donde los encontró con la intención de incendiarla. Entraron en combate y a pesar de la inferioridad numérica, ganaron y apresaron a los responsables de dichos asesinatos, para aplicarles severos castigos.

## Teniente de gobernador de Corrientes

### Pacificación de los guaraníes y el nombramiento
La campaña de pacificación a las misiones guaraníes en donde logró atraer a los aborígenes a la causa española le dio gran renombre y prestigio, por lo que el gobernador rioplatense Francisco de Céspedes lo nombró el 27 de junio de 1629 como teniente de gobernador de Corrientes, justicia mayor y capitán a guerra.
Al hacerse cargo de su mandato hizo construir con su dinero el templo parroquial, transformándose en el más hermoso de la provincia. A pesar de su noble linaje, Manuel Cabral de Melo, su padre y sus hermanos, consideraban muy honroso dedicarse a las actividades agropecuarias, ya sea labrar la tierra o cuidar del ganado.
Su mandato fue muy activo ya que triplicó la renta general, estimuló en el interior del territorio la edificación urbana de varios pueblos como los de Guacarases fundada en 1621, Itatí erigida en 1615, en ambos también hizo incrementar su población, y Santa Lucía de los Astos originada también en 1615, entre otros, y fundó hacia 1630 el fortín y reducción «Santiago Sánchez». También hizo progresar los cultivos, la cría de hacienda y las faenas de cuero del ganado cimarrón.

### Abandono de la vecina tenencia de gobierno de Concepción
En la vecina tenencia de gobierno de Concepción, una coalición de aborígenes guaycurúes arrasó en 1631 al pueblo de Matará que al ser una encomienda era el principal sostén de la ciudad de Concepción de Buena Esperanza. Al mismo tiempo el gobernador Francisco de Céspedes, que seguía en funciones en la espera de que su sucesor que había sido designado en abril de 1629 asumiera el puesto, y sin saber que había sido arrasada, había designado al general Juan de Garay "el Legítimo" al mando de una comitiva destinada a fortalecer la población, castigar y pacificarlos.
Una vez que salió la expedición de Garay se detuvo al enterarse de los hechos y tuvieron que regresar, por lo que los pocos sobrevivientes de Matará se refugiaron en la ciudad de Concepción y su teniente de gobernador Antonio Calderón salió en defensa de su territorio sin aquel apoyo, junto a unos cuarenta soldados, pero ante los más de 2.000 amerindios que lo enfrentaron falleció en la batalla, al igual que la mitad de sus hombres. Este terrible acontecimiento hizo que los pobladores emprendieran una difícil marcha hacia Corrientes.
Por otro lado, la ciudad de Santiago de Guadalcázar que había sido fundada por el teniente de gobernador jujeño Martín de Ledesma Valderrama en el año 1626 en la confluencia de los ríos Bermejo y Zenta, para servir de capital de la incipiente tenencia de gobierno del Chaco Gualamba, tristemente también fue abandonada hacia 1632, por lo cual impidió la consolidación de la nueva provincia, fallando de esta forma los dos intentos de ocupación del Gran Chaco.
La caída de Concepción fue la primera gran derrota que pudieron perpetrar las etnias chaqueñas al expansionismo español, gracias al dominio del caballo con lo que pudieron limitar y asolar a las poblaciones blancas rioplatenses.

### Intentos de repoblación en el Chaco Austral
El nuevo gobernador rioplatense Pedro Esteban Dávila, que recién había asumido su cargo desde el 26 de diciembre de 1631, intentó encabezar infructuosamente dos veces la recuperación de la ciudad enviando en la primera al capitán Gonzalo de Carvajal y en la segunda a su hijo Pedro Dávila Enríquez, que sería el sucesor de Cabral en la tenencia de gobierno, y ambas al pasar por Corrientes fueran favorecidos con el peculio de Cabral y quien se unió con una compañía de soldados y aborígenes de su encomienda a la segunda expedición, pero ninguna logró el objetivo de repoblar la ciudad. Esta última expedición le valió a Manuel Cabral el ascenso a maestre de campo general de la gobernación.
Inclusive el gobernador rioplatense organizó una tercera expedición al Chaco Austral, pero como su presencia fuera nuevamente requerida en Buenos Aires por el peligro de una invasión neerlandesa, no pudo tampoco comandarla y la delegó esta vez en el mando en su hermano el capitán Amador Báez de Alpoin que partió en 1636, a la que se le sumaron Juan de Garay "el Legítimo" con sus hombres en Santa Fe y el flamante maestre de campo Manuel Cabral de Alpoín con los suyos en Corrientes, y quien otra vez con su propio peculio benefició a toda la tropa, pero esta expedición también fracasó, al igual que la cuarta campaña de 1637 al mando del capitán Bernabé de Garay.

### Conflicto y solución de los refugiados concepceños
Los habitantes de Concepción desterrados que se habían radicado en Corrientes, pasaron muchas necesidades debido al abandono gubernamental, por lo que tuvieron que pedir limosnas hasta que pasaron a alimentarse con el ganado cimarrón, pero cuando quisieron beneficiarse comercializándolos en 1637, chocaron con los intereses de Manuel Cabral.
De esta forma, Cabral les prohibió la entrada a los campos correntinos para faenar, alegando que los que se encontraban en sus tierras eran propiedad suya y de su familia, y si no, serían de la propiedad del cabildo correntino que el propio Francisco de Alfaro, oidor de la Real Audiencia de Charcas, al pasar por Corrientes le había encomendado que administrase con justicia las vaquerías de ganado cimarrón para provecho de la urbe, y por ello exigió el pago de la cuarta parte de cada animal que haya sido sacrificado. El gobernador Pedro Dávila intervino en el pleito en el mismo año a favor de los refugiados, ordenando que se les diera permiso para faenar para consumo propio hasta que se les encontrase un lugar definitivo.

### Consecuencias de la independencia portuguesa
En la península ibérica estalló la Guerra de Restauración el 1.º de diciembre de 1640 que llevó a la independencia portuguesa el 1.º de diciembre de 1642, con respecto de la Monarquía Hispánica del rey Felipe IV de España y Portugal, rompiendo así la unión dinástica mediante la entronización de Juan IV de la Casa de Braganza. Por dicha ruptura, la comunidad lusitana de los dominios españoles fue desarmada, y con ellos, al propio Manuel Cabral de Melo y Alpoin que debió entregar en el año 1643 su lanza de combate que medía veinticinco palmos de largo.
En cuanto al Chaco Austral, cuando ya no hubo más esperanzas de volver a repoblar la abandonada ciudad, una real cédula de 1645 disolvió el Cabildo de Concepción y sus habitantes fueron considerados vecinos de Corrientes. A los aborígenes reducidos que los acompañaron en el éxodo fueron destinados a las ciudades de Santa Fe y de Corrientes, ubicando a algunos de ellos en el vecino y cercano pueblo franciscano de Santa Ana de los Guácaras.

## Alcalde de la ciudad de Corrientes
El maestre de campo Manuel Cabral poseía una estancia en el «Rincón de Santa Catalina» en donde se dedicaba a la vitivinicultura por sembrar 10.000 cepas de uvas, también cosechaba trigo, maíz, mandioca y algodón. Gracias a este último cultivo a través de la hilandería dio un fuerte impulso a la industria textil para la confección de ropa interior, lienzos y ponchos.

### Viaje a Buenos Aires y fallecimiento
El hidalgo Manuel Cabral de Melo y Alpoim fallecería en invierno del hemisferio sur, esto es entre el 21 de junio y 21 de septiembre, del año 1676 en la ciudad de Buenos Aires, capital de la gobernación del Río de la Plata que formaba parte como entidad autónoma del Virreinato del Perú.

## Matrimonios y descendencia
El teniente de gobernador Manuel Cabral de Melo y Alpoim se había unido en matrimonio tardíamente dos veces:
- 1) - En primeras nupcias[29] en la ciudad de Corrientes[29] en 1631[29] con la muy joven Inés Arias de Mansilla y Espinosa[29][30][31][32] (n. ca. 1611), una tía de María de la Cruz Arias de Mansilla casada con el alcalde correntino mestizo íbero-inca Juan Díaz Moreno de Cerqueyra y Don Benito, e hija del capitán mestizo hispano-guaraní Francisco Arias de Mansilla[29][32][33] (n. Asunción del Paraguay, 1570), que por vía paterna era de ascendencia granadina, avecindado en Corrientes, regidor,[29] encomendero[29] y teniente de gobernador desde 1627 hasta 1629, y de su mujer Lucía de Espinosa Belmonte y Balmaceda[29][32][33] (n. Asunción, ca. 1591).

Fruto del matrimonio entre Manuel Cabral de Melo e Inés Arias de Mansilla tuvieron por lo menos dos hijas:
- Margarita Cabral de Melo y Mansilla (n. Corrientes, ca. 1645) que se enlazó con Baltasar Flores (n. ca. 1630 - Corrientes, 29 de diciembre de 1688), alcalde de Corrientes hacia 1678 y tesorero desde el 6 de junio de 1679 hasta su fallecimiento, y tuvieron por lo menos a Inés Flores de Melo que se casó con Luciano de Acosta y a María Flores Cabral de Melo (n. ca. 1674) que se enlazó con Antonio González de Alderete y Velasco de Aguiar (Corrientes, 1662 - f. 1740) —un viudo de sus primeras nupcias con Ana de Peralta Maciel, la cual era sobrina del teniente de gobernador correntino Baltasar Maciel y de la Cueva, y quien fuera un hijo de Juan González de Alderete y de la Torre (n. ca. 1632) y de su esposa Micaela Gómez de Aguiar (n. ca. 1642)— para concebir de este enlace por lo menos cinco hijos, siendo uno de ellos Lorenzo González de Alderete (Corrientes, ca. 1690 - f. 1748).

- Gregoria Cabral de Melo Alpoin y Arias de Mansilla (n. Corrientes, ca. 1659), fue la tercera esposa hacia 1686 del general Baltasar Maciel y de la Cueva, teniente de gobernador de Corrientes desde 1675 hasta 1678, e interinamente en 1687, siendo hijo del portugués Baltasar Maciel y Páez de la Puga (n. Viana do Castelo, ca. 1610) y de su cónyuge rioplatense Ana de la Cueva y Prado (n. Corrientes, ca. 1620), además de ser un descendiente de la infanzona portuguesa María Díaz de Maciel (n. ca. 1563). Fruto de este primer enlace de Gregoria Cabral con Baltasar Maciel tuvo a Ana y a Manuel Maciel y Cabral de Alpoin, alcalde de primer voto de las ciudades de Corrientes y de Santa Fe, que se unió en matrimonio con Rosa de Lacoizqueta y Martínez del Monje. Una vez que Gregoria enviudara de Baltasar en 1701, volvió a casarse hacia 1703 con Gaspar Fernández de Arana (n. ca. 1657),  el electo alcalde de primer voto y teniente de gobernador interino de Corrientes desde 1697 a 1699, que era viudo de Andrea Díaz Sequeira (n. ca. 1659) con quien había tenido a Úrsula Fernández y Díaz Moreno que casó con Pedro Bautista de Casajús y Biec (n. 1684 - f. 1775), y de este nuevo matrimonio con Gaspar, Gregoria concibió a José Ignacio Cabral y Fernández Arana (n. Corrientes, ca. 1704 - f. ib., 1778) que se enlazaría con María de Robledo Berón (n. ib., ca. 1705 - f. Corrientes).

- 2) - En segundas nupcias[29] en la ciudad de Corrientes[29] en 1660[29] con Juana Delgado de Espinosa[29] (f. Corrientes,[29] 1667),[29] cuyos padres fueran el capitán Francisco Delgado de Ledesma[29] y su esposa Jerónima de Espinosa.[29] Hubo de este enlace por lo menos tres hijos:

- Manuel Cabral de Melo y Delgado de Espinosa (n. Corrientes, ca. 1661) que era un sacerdote dominico.
- Blas Cabral (n. ib., ca. 1662) que fuera un militar que llegara al rango de capitán y fuese nombrado alcalde de Corrientes.
- Águeda Cabral de Melo que se casó con el hidalgo Pedro Gómez de Aguiar y Sequeyra (ib., ca. 1641 - ib., 1714) que fue tesorero de la Real Hacienda desde 1666, un hijo del teniente de gobernador correntino Pedro Gómez de Aguiar y de su esposa Juana de Sequeira.

## Homenajes
En su honor el Museo Histórico Provincial de la ciudad de Corrientes se llama «Tte. de gobernador Manuel Cabral de Melo y Alpoin».